# 사랑마을 사람들
《사랑마을 사람들》는 대한민국의 KBS에 1992년에 방송됐던 주간 드라마인데, 따뜻한 시각으로 본 우리들의 일상을 담은 이야기이며 송채환 (본명 권소연)이 해당 작품을 통해 드라마 데뷔를 했다.

## 방송 시간
- KBS 2TV - 1992년 4월 10일 ~ 1992년 10월 16일, 금요일 밤 8시 ~ 8시 55분

## 출연진
- 한진희
- 김영애
- 심양홍
- 오미연
- 김승환
- 송채환

## 에피소드 목록
- 1992년 4월 10일, 1회 우리는 이웃사촌
- 1992년 4월 17일, 2회 봄은 봄이요
- 1992년 4월 24일, 3회 신경성이네요
- 1992년 5월 1일, 4회 18번이 있으신가요
- 1992년 5월 8일, 5회 붉은 카네이션의 추억
- 1992년 5월 22일, 6회 선생님 우리 선생님
- 1992년 5월 29일, 7회 첫키스
- 1992년 6월 5일, 8회 오해도 오해 나름이지
- 1992년 6월 12일, 9회 갈비들의 전성시대
- 1992년 6월 19일, 10회 아내의 소꿉친구
- 1992년 6월 26일, 11회 아내는 파업중
- 1992년 7월 3일, 12회 할머니와 함께 드라이브를
- 1992년 7월 10일, 13회 사랑을 보여드립니다
- 1992년 7월 17일, 14회 아빠 화이팅
- 1992년 7월 24일 15회 아마도 백년 후에는
- 1992년 7월 31일, 16회 소문으로 들었다잖아요
- 1992년 8월 7일, 17회 꿈꾸는 사람들
- 1992년 8월 14일, 18회 초대받지 않는 손님
- 1992년 8월 21일, 19회 오해는 말아야죠
- 1992년 8월 28일, 20회 아는게 병이랍니다
- 1992년 9월 4일, 21회 아름다운 낙법
- 1992년 9월 18일, 22회 우리 엄마는 아무도 못말려
- 1992년 9월 25일, 23회 가을 사랑이야기
- 1992년 10월 2일, 24회 사랑마을 가을 삽화
- 1992년 10월 9일, 25회 딸도 참 좋은데요
- 1992년 10월 16일, 26회 할머니 데이트 소동
- 1992년 10월 23일, 27회 손님오면 좋구 가면 더좋죠
- 1992년 10월 30일, 28회 시집가는 날
- 1992년 11월 6일, 29회 아기의 초겨울 나들이

## 결방
- 1992년 5월 15일 - 6시 50분부터 <미스코리아 선발대회> 전야제 1~2부 편성[2]
- 1992년 9월 11일 - 7시 5분부터 추석특집 <코미디 청백전> 편성[3]

## 제작진
- 극본 : 박정주, 허숙, 하청옥
- 연출 : 이성연, 윤석호

## 같이 보기
- 비가비 (후속작)

1. ↑  오동진 (1992년 4월 24일). “인터뷰 “드라마 첫촐연 정말 힘들어요””. 문화일보. 2025년 4월 10일에 확인함.
2. ↑  “미녀들의「봉숭아학당」”. 조선일보. 1992년 5월 15일. 2025년 4월 10일에 확인함.
3. ↑  “코미디언들 동물쇼”. 조선일보. 1992년 9월 10일. 2025년 4월 10일에 확인함.